# 1197
Năm 1197 là một năm trong lịch Julius.